# Большая Мысса
Больша́я Мысса́ (бел. Вялі́кая Мыса́, пол. Wielka Myssa) — деревня в Сморгонском районе Гродненской области Белоруссии.
Входит в состав Залесского сельсовета.
Расположена на берегах реки Оксна. Расстояние до районного центра Сморгонь по автодороге — около 10 км, до центра сельсовета агрогородка Залесье  по прямой — 13 км. Ближайшие населённые пункты — Голешонки, Караваи, Коммунарка. Площадь занимаемой территории составляет 1,0109 км², протяжённость границ 9300 м.

## История
Деревня отмечена на карте 1850 года под названием Мысса (включала в себя усадьбу и непосредственно саму деревню) в составе Кревской волости Ошмянского уезда Виленской губернии. Владение Букатых с 1796 года. Имелась винокурня, фабрика по производству скипидара и дёгтя, большая водяная мельница. В 1865 году Большая Мысса насчитывала 69 ревизских душ.
После Советско-польской войны, завершившейся Рижским договором, в 1921 году Западная Белоруссия отошла к Польской Республике и деревня была включена в состав новообразованной сельской гмины Крево Ошмянского повета Виленского воеводства.
В 1938 году Большая Мысса состояла из имения, осады и самой деревни. Имение насчитывало 5 дымов (дворов) и 75 душ,  осада — 26 дымов и 152 души, деревня — 48 дымов и 274 души.
В 1939 году, согласно секретному протоколу, заключённому между СССР и Германией, Западная Белоруссия оказалась в сфере интересов советского государства и её территорию заняли войска Красной армии. Деревня вошла в состав новообразованного Сморгонского района Вилейской области БССР. После реорганизации административного-территориального деления БССР деревня была включена в состав новой Молодечненской области в 1944 году. В 1960 году, ввиду новой организации административно-территориального деления и упразднения Молодечненской области, Большая Мысса вошла в состав Гродненской области.

## Население
| 1938 | 1999 | 2009 |
| ---- | ---- | ---- |
| 501  | 216  | 125  |

## Транспорт
Через Большую Мыссу проходит автодорога местного значения Н6144 Голешонки — Олешишки.
Через деревню проходят регулярные автобусные маршруты:
- Сморгонь — Большая Мысса
- Сморгонь — Понара

## Достопримечательности
В деревне находятся остатки фортификационных сооружений времён Первой мировой войны, а также деревянный флигель усадьбы постройки приблизительно начала XX века. Сам усадебный дом не сохранился.

## Известные личности, связанные с Большой Мыссой
- Франтишек Букатый[12]
- Тадеуш Букатый

## Описание
Деревня имеет "Г" образную форму. С развитием в стране агрогородков, место пришло в упадок и середине 2000-х закрылась школа, а в конце 2000-х закрылась и почта.

## Интересные факты
У деревни была "младшая сестра"  - Малая Мысса. Располагалась она между Голешонками и Василевичами. Деревня была небольшая и когда остались только пожилые, их переселили, а деревню снесли ещё при СССР. Вместо неё теперь колхозное поле.